# Liste der Monuments historiques in Saint-Dolay
Die Liste der Monuments historiques in Saint-Dolay führt die Monuments historiques in der französischen Gemeinde Saint-Dolay auf.

## Liste der Bauwerke
| Bezeichnung         | Beschreibung | Standort | Kennzeichnung | Schutzstatus | Datum | Bild           |
| ------------------- | ------------ | -------- | ------------- | ------------ | ----- | -------------- |
| Kapelle Sainte-Anne |              | (Lage)   | PA00091670    | Classé       | 1930  | weitere Bilder |

## Liste der Objekte
- Monuments historiques (Objekte) in Saint-Dolay in der Base Palissy des französischen Kultusministeriums